# Hope Summers
Hope Summers, nata Spalding, è un personaggio dei fumetti creato da Mike Carey (testi) e Chris Bachalo (disegni), pubblicato dalla Marvel Comics. Apparsa per la prima volta durante il crossover Messiah Complex, in X-Men (vol. 2) n. 205 (novembre 2008), Hope è la prima mutante nata dopo la decimazione.

## Biografia del personaggio

### Messiah Complex
Apparsa un anno dopo gli avvertimenti di House of M ad opera di Scarlet Hope è la prima mutante nata dopo la decimazione. Localizzata a Cooperstown, in Alaska, al momento della nascita tutti i telepati presenti sul pianeta soffrirono un grave stress mentale tanto potente da far cortocircuitare anche il sistema computerizzato Cerebro. Pochi minuti dopo, la cittadina fu presa d'assalto dai Purificatori che, venuti a conoscenza dell'esistenza della bambina dalle informazioni ricavate da Nimrod, decisero di sterminare qualunque infante avessero incontrato. Tuttavia la loro opera di epurazione fu intralciata da Cable che riuscì a salvare la piccola e a portarla al sicuro. Dopo uno scontro con i Reavers di Lady Deathstrike, Cable e Hope cercarono rifugio a casa di Forge nella quale furono attaccati da Alfiere e dai Marauders che riuscirono a portare la bambina sull'isola Muir nelle mani di Sinistro, che si rivelò essere Mystica. La donna, dopo aver ucciso il genetista, fece in modo che i non meglio specificati poteri della piccola guarissero la psiche e il corpo di Rogue facendola uscire dal coma. A seguito di una violenta battaglia fra X-Men, Predatore X e Marauders, Ciclope affidò la piccola alle cure di Cable che prese la decisione di allevarla nel futuro in modo che non fosse influenzata dalle correnti di pensiero del presente e potesse scegliere di divenire qualsiasi cosa desiderasse.
Secondo Nathan, Hope sarebbe diventata la futura messia del genere mutante capace di salvare sia la sua specie che l'umanità dall'odio che divorava entrambe le parti prevenendo una guerra che si sarebbe rivelata fatale; di visione opposta erano, invece, sia i Purificatori che Alfiere, convinto che sarebbe diventata l'equivalente dell'anticristo e che in un indeterminato momento futuro avrebbe ucciso un milione di esseri umani in sei minuti, con lo scopo di affermare la superiorità dei mutanti, facendo divenire realtà l'apocalittica linea temporale dalla quale Alfiere proveniva.

### Nel futuro
Dopo diversi salti nel tempo, Cable decide di fermarsi nella città-fortezza di New Liberty. Lì sposa Hope, nativa del luogo, e insieme allevano la piccola fino a quando, all'età di sette anni, assiste all'invasione della città da parte di alcuni scarafaggi umanoidi, ribattezzatisi Esercito degli Stati Uniti. Presa la famiglia, Cable sconfigge alcuni scarafaggi prima di darsi alla fuga per vari mesi, fino ad essere rintracciato dal presidente degli insetti che prende in ostaggio lui e la moglie. La bambina, dimostrando una grande capacità di apprendimento visivo, pugnala il presidente con uno dei coltelli presi dall'armamentario del padre. Interrogato, il presidente rivela che tutti gli altri continenti del pianeta eccetto il Nord America sono stati spazzati via, presumibilmente da Alfiere, con lo scopo di ridurre le vie di fuga a Cable e alla piccola e di rintracciarli più facilmente. Ucciso l'insetto, la famiglia si rimette in marcia per venire fermata ad un accampamento nel quale incontrano una milizia con il compito di proteggerne le frontiere; liberatosi degli uomini, Nathan si accorge troppo tardi che alcuni dei loro colpi erano andati a segno uccidendo la sua povera moglie. Dopo averla seppellita, i due si rimettono in cammino fino a quando non giungono nei pressi di un villaggio dove Nathan presenta la piccola come Hope Summers, nome scelto per onorare la memoria della defunta madre adottiva. Fuggiti da questa comunità prima che l'esercito decidesse di sganciare alcune armi batteriologiche non testate con lo scopo di liberarsi degli scarafaggi, i due compiono numerosi salti nel futuro, alla ricerca di cibo e acqua, fino a quando Cable sviene stremato dalla fatica. Armatasi di coraggio, Hope recupera un po' di provvigioni e i due fanno un ulteriore salto nel tempo.
Raggiunti in un apocalittico 2973 da X-Force, dopo averli informatili dell'opera di distruzione perpetrata da Alfiere alla Terra decidono di dirigersi a Westchester dove trovano il luogo d'origine del blocco temporale che impedisce la fuga: la città celeste di Stryfe. Occupato in una discussione il gruppo non si accorge del suo arrivo e dopo un breve scontro rapisce Hope e Warpath, a cui Wolverine aveva affidato il compito di proteggerla. All'interno della città celeste impegnato a torturare il secondo sotto lo sguardo della prima, Stryfe viene indebolito dai naniti di Alfiere e messo temporaneamente fuori combattimento lasciandogli così campo libero per uccidere la bambina. Ripresosi appena in tempo, gli impedisce di ucciderla e leggendole la mente scopre l'affetto che Cable nutre per lei decidendo di usarla per attirare suo fratello e ucciderlo. Colto di sorpresa dall'arrivo del fratello che usando la sua telepatia scherma la presenza di Wolverine ed Elixir, Stryfe carpisce dalla mente del guaritore l'importanza di Hope e si lancia al suo inseguimento riuscendo a catturarla e prefiggendosi di istruirla come suo successore. Nel momento in cui i timer temporali di X-Force segnano lo zero mentre i loro corpi subiscono gli effetti collaterali del blocco temporale avvicinandoli sempre più alla morte, Domino decide di ascoltare le preghiere di Kiden Nixon e porre fine alla sua vita permettendo la scomparsa del blocco temporale. Ritornato alla cittadella con Arcangelo, un redivivo Apocalisse recupera le poche forze rimastegli riuscendo a sconfiggere Stryfe e portando in salvo Hope dichiarandola degna di ospitare la sua essenza. Al termine dello scontro, menomato di un arto e di un occhio Alfiere decide di scomparire nel flusso temporale ed Arcangelo chiede al suo signore di restituirgli la bambina. Sopraffatto dal dolore Wolverine ordina a Cable di teletrasportarsi ma, a causa della preoccupazione per Elixir e X-23 che anima Hope, perde la presa sulla bambina e i due si separano nel momento in cui entrano nel flusso temporale.
Apparsa ai confini della città celeste, Hope fa amicizia con un ragazzo di nome Emil che le racconta di come la Terra stia lentamente morendo e gli unici posti sicuri siano la città in cui si trova e la rivale metropoli abitata da squilibrati e disadattati. Nel frattempo, due anni nel futuro, Cable combatte con Alfiere nonostante il virus tecnorganico stia avendo il sopravvento della sua telecinesi; tuttavia quando il suo nemico si teletrasporta nel passato per trovare Hope, lui rimane nuovamente bloccato. Contattato il leader della città, Alfiere lo mette in guardia dal pericolo rappresentato dalla ragazza facendo emettere un mandato contro di lei. Rimasto in coma per combattere il virus, Cable si risveglia e va a cercare Hope, salvandola da un conflitto a fuoco e trovandola ormai adolescente. Conscio che la Terra ha ormai i minuti contati decide di fuggire nello spazio utilizzando l'astronave che la città aveva costruito per evacuare i suoi cittadini. Ormai in viaggio, vengono abbordati dalla nave messa a punto dalla città rivale a bordo della quale viaggiano Alfiere, Emil ed un esercito di fedeli che in poco tempo prendono possesso dei comandi. Trovata Hope Alfiere si accinge ad attivare l'ordigno nucleare sul suo braccio meccanico quando tutti i passeggeri vengono congelati nel tempo e la nave subisce un ulteriore abbordaggio da parte della Covata la cui regina prende il controllo di Alfiere. Riuscita a fuggire Hope viene sedata da Emil e posizionata in uno dei pod di salvataggio mentre Cable combatte con Alfiere riuscendo ancora una volta a sfuggirgli ed entrando all'interno dell'altro pod promette ad Emil di dire alla ragazza che lui l'ama. Poiché incapace di inseguire i due nella loro fuga Alfiere connette il suo sistema nervoso a quello di un Acanti, essere alieno a simile ad una balena capace di viaggiare nello spazio ed usato dalla Covata come vascello, lasciando dietro di sé il dispositivo nucleare che viene raccolto ed usato da Emil per fare esplodere l'astronave con all'interno gli alieni.

### Secondo avvento
Rimasti in stasi per due anni, il trio raggiunge finalmente la Terra e si schianta a Manhattan. Ripresisi abbastanza, Hope e Cable cenano davanti ad un falò quando la ragazza afferma di essere stanca di scappare e nascondersi, e di essere pronta per tornare nel passato ed unirsi alle file degli X-Men. In giro per la città distrutta, i due incappano in un'imboscata di Alfiere che mette fuori combattimento Cable lacerandogli la gola e spara ad Hope con l'intento di ucciderla: proprio in quel momento i poteri della ragazza si manifestano fermando telecineticamente il proiettile e contemporaneamente rilasciando un'onda di energia che lo travolge tramortendolo e permettendo a Cable di sottrargli la preziosa tecnologia dando il via al loro ritorno a casa attraverso salti imprecisi che tappa dopo tappa li fanno avvicinare al presente seguiti però da Alfiere che, grazie al sistema di sicurezza della macchina, compie i loro stessi salti senza poterli controllare. Riusciti infine a neutralizzare il loro nemico, esiliandolo in una terra morente nell'anno 6700, i due compiono l'ultimo salto comparendo nel mezzo delle rovine dello Xavier Institute, dove vengono attaccati dal Right che li costringe alla fuga. Raggiunti dalla squadra di Wolverine, Hope viene separata da Cable e con l'aiuto di Rogue e il sacrificio di Nightcrawler arriva ad Utopia dove si radunano tutti gli X-Men per il funerale del compagno per venire poi intrappolati all'interno di una gigantesca sfera cremisi. Decisa a rimanere e combattere a fianco dei mutanti Hope saluta Cable, impegnato in una missione nel futuro con X-Force per smantellare i Nimrod che continuano a riversarsi all'interno della sfera, origliando una conversazione in cui Ciclope ammette di aver condannato l'intera squadra perché non potranno più tornare indietro; furiosa, la ragazza lo accusa di averli appena uccisi tutti e fugge via, mentre i suoi occhi si illuminano di un bagliore rossastro. Durante la battaglia finale, convince Rogue a portarla sul Golden Gate Bridge, dove prende parte allo scontro e assiste alla morte di Cable mentre questi, preda del virus T.O., prima di esplodere mantiene aperto il portale temporale giusto il tempo di permettere al resto della squadra di ritornare nel presente. Distrutta dal dolore, la ragazza non fa in tempo a piangere il padre che Bastion distrugge il ponte, cercando di ucciderla con le proprie mani e scatenando così la piena attivazione dei suoi poteri, con cui distrugge l'androide e frantuma la sfera. Più tardi al falò celebrativo della vittoria, Emma Frost scorge l'alone della Fenice dietro le spalle della ragazza e corsa ad informare Ciclope viene zittita, quando il compagno le rivela la manifestazione di cinque nuovi mutanti in giro per il mondo.

### Le cinque luci
Dopo il consenso di Ciclope, Hope parte alla ricerca dei suoi genitori in Alaska assieme a Rogue (con la quale ha stretto un'importante amicizia), Dr. Nemesis e Cypher. Consultando gli archivi in rete scopre che al momento della sua nascita in ospedale era presente solo sua madre, e che suo padre non era presente; quindi decide di recarsi al cimitero per fare una visita alla tomba e lì incontra sua nonna con la quale si ferma per qualche tempo a fare conoscenza prima di prendere un volo per Vancouver e lanciarsi da un palazzo per salvare una dei cinque nuovi mutanti. Toccata Laurie, ne stabilizza la mutazione permettendole di volare e portarsi in salvo. Raggiunta Città del Messico per assistere Psylocke e Cecilia Reyes alle prese con un'altra luce, Hope utilizza il suo potere per afferrare Gabriel stabilizzandone i poteri e rallentando la sua corsa impazzita. A seguito della chiamata di Tempesta, vola in un piccolo villaggio della Nigeria dove tranquillizza una giovanissima mutante impaurita stabilizzandone il potere anche se infine la violenza dei soldati appostati fuori dalla sua casa portano la piccola Idie ad ucciderli involontariamente. Hope, le tre luci e Rogue raggiungono quindi Miami, dietro richiesta di Cannonball, dove la ragazza viene assalita da Teon con l'intento di accoppiarsi ma l'intervento di Gabriel e Idie le permette di stabilizzarne i poteri facendo sì che si sottometta volontariamente a lei.

### Generation Hope
Sfruttando la storyline introduttiva in Uncanny X-Men, a partire dal novembre 2010 la Marvel lancia sul mercato una nuova testata intitolata Generation Hope, scritta da Kieron Gillen e disegnata da Salvador Espin, focalizzata sul gruppo di nuovi mutanti emersi dopo Secondo avvento e guidati da Hope nella comprensione dei loro poteri e adattamento alla comunità mutante. A seguito dello Scisma che vede gli X-Men dividersi fra chi sostiene Ciclope e chi Wolverine, la testata viene schierata con quelle di Ciclope con il cambio non solo di alcuni personaggi ma anche del team creativo che dal n. 13 (novembre 2011) è composto da James Asmus (testi) e Ibraim Roberson (disegni) fino al termine della pubblicazione con il n. 17 (marzo 2012).
- Futuro è una brutta parola (The Future is a Four-Letter Word). Qui si assiste al viaggio in Giappone dei ragazzi precedentemente soccorsi da Hope e Rogue, all'incontro con Ciclope e Wolverine sul posto in cui si è manifestata l'ultima luce che a causa della sua mutazione instabile è impazzita, all'attacco di Hope e dei ragazzi, al collegamento mentale fra Hope e Kenji Uedo che le spiega di come la sua arte sia finalmente diventata qualcosa di vivo grazie al suo potere capace di manipolare le strutture organiche del suo corpo e quelle metalliche fuse ad esso o raccolte in giro, alla creazione di un gigantesco essere bio-tecnologico comandato da Kenji che la rapisce, allo scontro con le luci che risveglia Hope la quale copiando il potere del ragazzo riesce a sua volta a creare un suo essere bio-tecnologico con il quale lo sconfigge, alla stabilizzazione della mutazione di Kenji, al rientro ad Utopia dove Dr. Nemesis esegue dei test su ciascuno dei ragazzi determinando più precisamente la mutazione di ognuno: Laurie, il cui corpo blu è in costante mutazione per renderla più aerodinamica possibile, vola a velocità transonica; Gabriel accelera il tempo intorno a sé cosicché sembra che corra velocemente, tuttavia il continuo utilizzo lo fa invecchiare precocemente; Idie manipola la temperatura sottraendo calore in un punto per rilasciarlo in un altro; Teon ha sviluppato una forza straordinaria elaborando però il mondo in una propria prospettiva e Kenji pur avendo perso le mani riesce a manipolare sia la propria componente biologica che meccanica potendo assumere qualsiasi forma, alla sfida sulla spiaggia fra Teon e Wolverine per la carica di "maschio alfa" perdendo, al bacio fra Hope e Gabriel mentre sul muro della doccia Kenji scrive col proprio sangue-inchiostro un sinistro messaggio sul futuro del gruppo che al termine di una esercitazione di tiro al bersaglio qualche giorno dopo riceve la visita di Magneto e Xavier ansiosi di parlare con Hope la quale riceve anche una lettera da Bestia che la invita a lasciare Utopia e stare il più lontano possibile da Ciclope che, quando interpellato a proposito di una eventuale squadra guidata da lei stessa incaricata di aiutare i nuovi mutanti che stanno comparendo in giro per il mondo, le dà il suo consenso a patto che non combinino casini.
- Il reparto (The Ward). Qui si assiste alla comparsa di una nuova luce in un ospedale di Berlino, alla scoperta che il nuovo mutante si trova ancora all'interno del grembo materno, all'improvvisa comparsa degli operatori dell'ospedale sotto controllo telepatico del piccolo che cerca di impedire la propria nascita e contemporaneamente fa aggredire il gruppo arrivato in suo soccorso, al collegamento psichico grazie ai tentacoli di Kenji che permettono di comunicare col piccolo, ai tentativi di tutte le luci di convincerlo che nascere non è un'esperienza così orribile, al successo delle parole di Teon che permettono a Hope di farlo nascere e cessare la minaccia, al ritorno a Utopia che comporta la scoperta che i genitori di Teon hanno citato in giudizio gli X-Men per riprendersi il figlio, all'assegnazione dei nomi in codice per ciascuna luce: Transonica per Laurie, Velocidad per Gabriel, Oya per Idie, Primal per Teon e Zero per Kenji, al processo di Teon in cui fra la sorpresa generale lui stesso spiega alla platea come la sua mutazione lo renda un "primitivo moderno" in grado grazie ai suoi ipersensi di fornire una risposta adeguata benché poco ortodossa alle circostanza che gli si presentano, alla decisione del ragazzo e condivisa dai familiari di rimanere assieme a Hope per il suo bene, alla confessione che Transonica fa a Zero di sentirsi in qualche modo legata a Hope più del necessario, alla comparsa di un nuovo mutante nel Regno Unito che a causa della sua mutazione orripilante e non ancora matura si toglie la vita prima che Hope e gli altri possano arrivare da lui, all'improvviso scatenarsi di un'ondata di dolore psichico fra le luci nel momento della sua morte, al tentativo di Kenji di uccidere il ragazzo colpevole di aver fotografato e messo su internet la faccia della luce, facendolo diventare oggetto di scherno, fermato però da Wolverine che lo porta a bere una birra.
- Scisma (Schism). Dietro insistenza di Laurie, perché preoccupata per la sua visione negativa dell'essere un mutante, Idie accetta di partecipare all'inaugurazione del museo di storia mutante. Lasciata Laurie a discutere con Kenji, incontra Prodigy che davanti ad un ritratto di William Stryker le racconta dell'incursione di questi e dei suoi Purificatori allo Xavier Institute e dell'omicidio di massa lì perpetrato. Immersa nell'esplorazione giunge nell'ala delle "realtà alternative" dove visiona un racconto di Marvel Girl della sua dimensione natale e di come abbia partecipato, in qualità di Segugio, alla caccia ai mutanti per confinarli nei campi di concentramento avvertendo che potrebbe succedere tutto di nuovo se non si presta attenzione. Riunitasi a Laurie si dirigono verso un'altra esposizione quando vengono investite da un'esplosione e si separano; rimasta sola raccoglie la richiesta di soccorso delle Naiadi e, decidendo di fare ciò che ritiene necessario (come le dice Ciclope), uccide tutti i mercenari assoldati dal Club infernale. Tornato ad Utopia il gruppo viene spaccato dall'affermazione di Kenji che Utopia è la loro casa e dal dissenso di Laurie, decisa a portare con sé Idie, a rimanere per combattere, ma lo strano legame che unisce tutti ad Hope le impedisce di andarsene. Le due iniziano così a litigare, seguite subito da Teon e Gabriel, e solo l'intervento pacificatore di Idie riesce a farli smettere. L'inaspettato arrivo dei New X-Men con la proposta di difendere l'isola ricompatta, per il momento, il gruppo che si schiera a fianco di Ciclope fronteggiando la Sentinella. Il mattino dopo Teon urla vittorioso da sopra i resti della Sentinella e Hope becca in flagrante Gabriel che bacia Pixie. Rifugiatasi nella sua stanza, la sua solitudine viene interrotta da Laurie che la minaccia puntandole contro una pistola e chiedendole se secondo lei sia stata una buona leader schierando in prima fila Idie. Decisa a fare del suo meglio per l'amica, lascia che vada con Wolverine alla Jean Grey School e per riempire il vuoto nella formazione prega Pixie di non partire per Westchester rassicurandola che qualunque cosa ci fosse fra lei e Gabriel è ormai finita. Salutata Idie, Laurie afferma che per la loro giovane messia c'è ancora speranza mentre Kenji ribadisce a gran voce di odiarla sempre più per il controllo involontario che esercita sulle loro vite.
- Rigenerazione. Qui si assiste ad un allenamento fra le luci e la squadra estinzione guidata da Ciclope che si conclude quando Magneto fa a pezzi Zero costringendo il ragazzo ad autoripararsi, alla scoperta di Hope dell'esistenza di una luce che le Naiadi le avevano tenuto nascosta, alla partenza per il Pakistan dopo che Zero ha invitato No-Girl a unirsi al gruppo per tenerli collegati telepaticamente, alla cattura di Pixie per mano di alcuni terroristi, all'esplosione di una bomba collegata alla luce che però non ha ripercussioni sul gruppo perché Zero li protegge col proprio corpo, al ritrovamento della luce ancora in vita che si rivela essere un uomo che non ricorda niente del suo passato, all'entrata in scena di No-Girl con un corpo fornito da Zero dopo che la sua vasca di contenimento era andata distrutta nell'esplosione, alla preoccupazione di Emma Frost a Utopia perché il mutante ritrovato è Sebastian Shaw, a cui mesi prima aveva cancellato la memoria e lo aveva abbandonato in Medio Oriente, allo scontro fra le luci e i terroristi che minacciano di uccidere Pixie qualora non gli venisse restituito il loro kamikaze, alla decisione di Shaw di seguire le luci a Utopia dopo aver sconfitto i nemici, alla presa in custodia di Shaw all'arrivo sull'isola e alle spiegazioni di Emma a Ciclope circa la sua mancanza di memoria, allo scontro fra le luci e alcuni attaccabrighe, che costringe Hope a dimostrare a Ciclope che il suo controllo sulle luci si estende anche ai loro poteri oltre che al comportamento, alla lettura del dossier su Shaw che Ciclope fornisce a Hope nel tentativo di dissuaderla dall'accoglierlo il squadra poiché sicuro che non riuscirà a gestirlo, all'aumentare del risentimento di Zero verso la messia che la incolpa per tutto ciò che gli è capitato, al tentativo di ucciderla per affrancarsi dal suo controllo e riottenere la libertà, al salvataggio delle luci della loro leader che porta No-Girl alla decisione di far esplodere il corpo artificiale costruitole in prossimità di Kenji così da ucciderlo e alla decisione di Hope di continuare a guidare la squadra senza pretendere obbedienza come in passato ma ispirando il rispetto di Transonica, Shaw, Primal, Velocidad e Pixie nel fare ciò che ritiene giusto.

## Poteri e abilità
Il potere di Hope, come si scopre al termine di Secondo avvento, consiste nella capacita di manipolare i geni responsabili delle mutazioni e mimare così i poteri di qualsiasi mutante presente sulla Terra sebbene in una forma più primitiva, potente e pericolosa. Benché simile al potere di Rogue, quello di Hope non ha bisogno di contatto fisico per attivarsi essendo necessaria solo la prossimità fisica al mutante a cui ha deciso di copiare il potere e non uccide assorbendone la vita e la personalità visto che non assorbe, ma copia. Oltre a ciò ha dimostrato anche l'abilità di stabilizzare ed avanzare le mutazioni appena manifestate. Possiede inoltre una connessione con la forza Fenice di cui ancora non sono chiare le ragioni.
All'inizio i suoi poteri non furono pienamente spiegati né mostrati, anche se la sua nascita ha comportato il rilasciato di una potente scarica psionica in grado di "accecare" momentaneamente tutti i telepati del mondo e cortocircuitare Cerebro. È stata anche mostrata una sua immunità al Ceppo 88, virus col quale era stata infettata Rogue e anche un'altra immunità al potere della ragazza, e la sua capacità di guarire la ragazza azzerando tutte le menti, abilità e memorie presenti nella sua psiche (e creando un collegamento psichico tra le due giovani). Durante Messiah Complex è riuscita a bloccare le menti delle Naiadi di Stepford impegnate nella ricerca della sua impronta psichica.